# CD Águila
Club Deportivo Águila is een Salvadoraanse voetbalclub uit San Miguel. De club werd opgericht op 1956. CD Águila speelt in de Primera División en heeft als thuisstadion het Estadio Juan Francisco Barraza, dat 10.000 plaatsen telt. Grote rivaal is CD FAS.

## Erelijst
Nationaal
- Primera División

1959, 1961, 1963/64, 1964, 1968, 1972, 1976, 1977, 1983, 1988, 1999 Apertura, 2000 Apertura, Clausura 2001, Clausura 2006, Clausura 2012
- Copa Presidente

2000
- Copa EDESSA Independencia

2014
- Copa Charlaix

1968
Internationaal
- CONCACAF Champions' Cup

1976
- Copa NORCESA

1964
- Copa Desafío 2014 USA

2014